# Miss Autriche

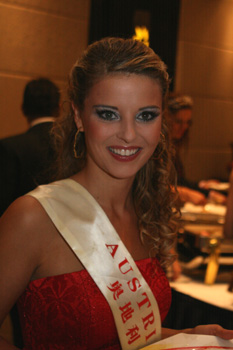
Christine Reiler, Miss Autriche 2007

Miss Autriche est un concours de beauté national pour les jeunes femmes célibataires en Autriche. Depuis 1959, Miss Autriche est une marque déposée par la Miss Austria Corporation.
Cependant, avant la seconde guerre mondiale, quelques concours ont eu lieu dont peu de gagnantes sont connues. La viennoise Lisl Goldarbeiter a été couronnée Miss Univers en 1929 ; Mademoiselle Von Grienberger a été élue Miss Autriche en 1930 et Herta van Haentjens en 1931. Leurs noms et photos sont connus grâce à des cartes de collections de l'époque, mais aucune autre information n'est disponible sur leur élection.
Pour le concours de Miss Autriche, chaque État fédéral présente sa gagnante et la première dauphine. Ainsi, il y a 18 candidates pour 9 Bundesländer.
Elles peuvent participer à l'élection Miss Europe.

## Gagnantes à partir de 1948
- 1948 : Ingrid Jonaszin
- 1949 : Nadja Tiller
- 1950 : Hanni Schall
- 1951 : Nadja Tiller
- 1952 : Inge Fröwis
- 1953 : Inge Fröwis
- 1955 : Felicitas von Goebel
- 1956 : Traudl Eichinger
- 1957 : Hannerl Melcher
- 1958 : Hanni Ehrenstrasser
- 1959 : Christl Spazier[N 1]
- 1960 : Luise Kammermeier
- 1961 : Dorli Lazek
- 1962 : Heidi Fischer
- 1963 : Erika Kammbach
- 1964 : Evi Rieck
- 1965 : Carin Schmidt
- 1966 : Brigitte Krüger
- 1967 : Christl Bartu[N 2]
- 1968 : Eva Rueber-Staier
- 1969 : Evi Kurtz
- 1970 : Sonja Milnaric
- 1971 : Roswita Winkler
- 1972 : Ursula Bacher[N 3]
- 1973 : Roswitha Kobald[N 4]
- 1974 : Traute Dvergsdal
- 1975 : Rosemarie Holzschuh
- 1976 : Heidi Passian
- 1977 : Eva Düringer
- 1978 : Doris Anwander
- 1979 : Karin Zorn
- 1980 : Helga Scheidl
- 1981 : Edda Schnell
- 1982 : Elisabeth Kawan
- 1983 : Mercedes Stermitz
- 1984 : Michaela Nußbaumer
- 1985 : Elfride Heindl
- 1986 : Ulli Harb
- 1987 : Marielle Moosmann
- 1988 : Sabine Grundner
- 1989 : Nicole Natter
- 1990 : Susanne Hausleitner
- 1991 : Christine Heiss
- 1992 : Tamara Mock
- 1993 : Jutta Mirnig
- 1994 : Eva Medosch
- 1995 : Dagmar Perl
- 1996 : Sonja Horner
- 1997 : Susanne Nagele
- 1998 : Sabine Lindorfer
- 1999 : Sandra Köbl
- 2000 : Patricia Kaiser
- 2001 : Daniela Rockenschaub
- 2002 : Céline Roscheck
- 2003 : Tanja Duhovich
- 2004 : Silvia Hackl
- 2005 : Isabella Stangl
- 2006 : Tatjana Batinic
- 2007 : Christine Reiler
- 2008 : Marina Schneider
- 2009 : Anna Hammel
- 2010 : Valentina Schlager
- 2011 : Carmen Stamboli
- 2012 : Amina Dagi
- 2013 : Ena Kadic
- 2014 : Julia Furdea
- 2015 : Annika Grill

Orthographes différentes de certaines jeunes femmes :
1. ↑  Nommée parfois Christl Spaitzer, ou Sparzier sur la liste Miss International.
2. ↑  Nommée Christina Barth sur la liste Miss Monde.
3. ↑  Nommée Ursula Pacher sur les listes de Miss Monde, Miss Univers et Miss Europe.
4. ↑  Nommée Roswita Kobald sur la liste de Miss Autriche.